# 張宿

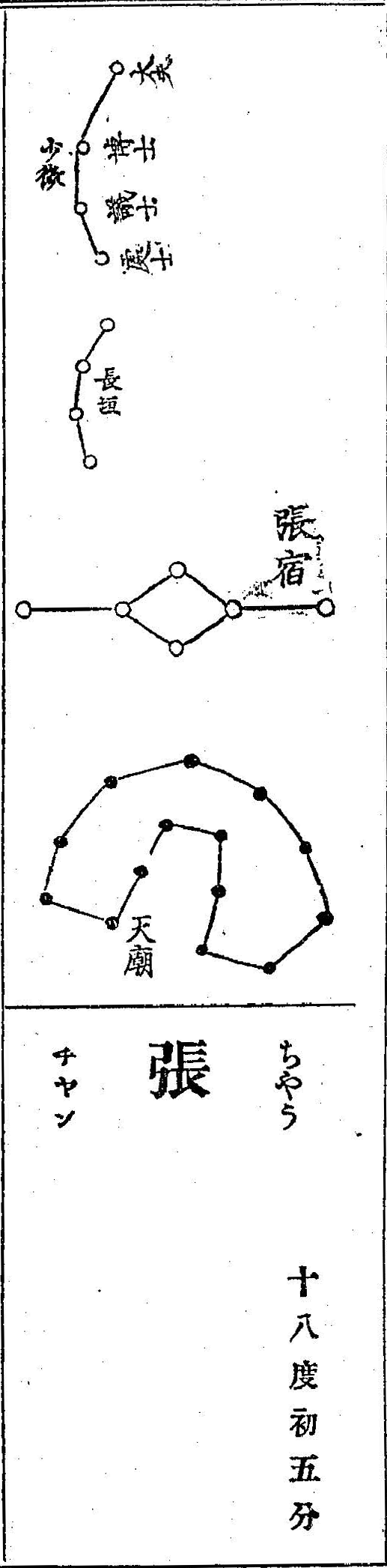
張宿　十八度初五分（和漢三才図会）

張宿（ちょうしゅく・ちりこぼし）は二十八宿の一つで、南方朱雀七宿の第5宿。距星はうみへび座υ1星。

## 星官
主体となる星官（星座）としての張は、うみへび座υ1星、λ星、μ星、GC 3839、κ星、φ1星の六つの星によって構成される。

## 天区内の星官
張宿に属する星官は1つしか確認されていない。
| 星官  | 英名             | 意味                               | 星座       | 星数 | 西洋星名への比定（特記のない場合は「星官名+1、2...」の順番） |
| ----- | ---------------- | ---------------------------------- | ---------- | ---- | ------------------------------------------------------------ |
| 張    | Extended net     | 朱雀の素嚢、あるいは鳥獣を捕える網 | うみへび座 | 6    | υ1 Hya、λ Hya、μ Hya、（不明）、κ Hya、φ Hya                 |
| 天廟* | Celestial Temple |                                    |            |      |                                                              |

- 隋の丹元子が作成した『歩天歌（中国語版）』には「六星似軫在星傍、張下只是有天廟」（張宿の下はこの他に「天廟」という星官もあった）と書いているが[3]、清の『儀象考成』によるとその場所は不明とされている。

## 暦注
入学・事始め一切が吉といわれる。